# Hyperomyzus picridis
Hyperomyzus picridis är en insektsart som först beskrevs av Carl Julius Bernhard Börner 1916.  Hyperomyzus picridis ingår i släktet Hyperomyzus och familjen långrörsbladlöss. Arten är reproducerande i Sverige. Inga underarter finns listade i Catalogue of Life.